# Parthénocisse
Parthenocissus
Genre
Parthenocissus est un genre de plantes de la famille des Vitaceae. Il s'agit de plantes grimpantes souvent appelées vignes-vierges en traduction littérale du nom latin (de parthenos, vierge et cissus, grimpant).

## Description
Ce sont en général des plantes utilisées comme couvre-murs, à feuilles caduques. Les tiges s'accrochent parfois très facilement à leur support grâce à des vrilles courtes et adhésives formant des ventouses. La vigne vierge n'abîme ni les crépis, ni les toitures. Plus l'exposition au soleil est grande, plus les couleurs d'automne seront vives.
Les fruits sont des baies de 6-12 mm de diamètre, de couleur bleu noir, légèrement pruiné. Elles contiennent de l'acide oxalique qui est un composé toxique pour les mammifères mais n'empêche pas les oiseaux (comme les étourneaux) de les consommer l'hiver.
La vigne vierge peut mesurer jusqu'à 15 m de hauteur.

## Liste d'espèces
Selon ITIS (2 oct. 2014) :
- Parthenocissus heptaphylla (Buckley) Britton ex Small
- Parthenocissus quinquefolia (L.) Planch.
- Parthenocissus tricuspidata (Siebold & Zucc.) Planch.
- Parthenocissus vitacea (Knerr) Hitchc.

Selon NCBI (2 oct. 2014) :
- Parthenocissus chinensis
- Parthenocissus dalzielii
- Parthenocissus feddei
- Parthenocissus henryana
- Parthenocissus heptaphylla
- Parthenocissus heterophylla
- Parthenocissus himalayana
- Parthenocissus inserta
- Parthenocissus laetevirens
- Parthenocissus quinquefolia
- Parthenocissus semicordata
- Parthenocissus suberosa
- Parthenocissus tricuspidata
- Parthenocissus vitacea

Selon Tropicos (2 oct. 2014) :
- Parthenocissus assamica Craib
- Parthenocissus austro-orientalis F.P. Metcalf
- Parthenocissus chinensis C.L. Li
- Parthenocissus cuspidifera Planch.
- Parthenocissus dalzielii Gagnep.
- Parthenocissus dumetorum (Focke) Rehder
- Parthenocissus engelmannii Koehne & Graebn.
- Parthenocissus feddei (H. Lév.) C.L. Li
- Parthenocissus henryana (Hemsl.) Graebn. ex Diels & Gilg
- Parthenocissus heptaphylla (Buckley) Britton ex Small
- Parthenocissus heterophylla (Blume) Merr.
- Parthenocissus himalayana (Royle) Planch.
- Parthenocissus hirsuta (Pursh) Graebn.
- Parthenocissus inserens Hayek
- Parthenocissus inserta (A. Kern.) Fritsch
- Parthenocissus laciniata (Planch.) Small
- Parthenocissus laetevirens Rehder
- Parthenocissus landuk Gagnep.
- Parthenocissus multiflora Pamp.
- Parthenocissus pedata Gagnep.
- Parthenocissus pubescens Graebn.
- Parthenocissus quinquefolia (L.) Planch.
- Parthenocissus radicantissima
- Parthenocissus rubifolia H. Lév. & Vaniot
- Parthenocissus saint-paulii Graebn.
- Parthenocissus semicordata (Wall.) Planch.
- Parthenocissus sinensis Diels & Gilg
- Parthenocissus suberosa Hand.-Mazz.
- Parthenocissus subferruginea Merr. & Chun
- Parthenocissus texana (Buckley ex Durand) Rehder
- Parthenocissus thomsonii (M.A. Lawson) Planch.
- Parthenocissus thunbergii (Siebold & Zucc.) Nakai
- Parthenocissus tricuspidata (Siebold & Zucc.) Planch.
- Parthenocissus vicaryana (Kurz) H.B. Naithani
- Parthenocissus vitacea (Knerr) Hitchc.

Selon World Register of Marine Species (2 oct. 2014) :
- Parthenocissus quinquefolia (Linnaeus) Planchon, 1887